# Microsoft Expression Web
Microsoft Expression Web é um editor HTML e software de web design desenvolvido pela Microsoft, que veio substituir o Microsoft FrontPage como editor HTML.
O Expression Web permite desenvolver páginas e sítios web em HTML/XHTML, CSS, PHP, JavaScript, ASP.NET ou ASP.NET AJAX, de acordo com os web standards actuais.
Em dezembro de 2012, devido à consolidação das suites Expression Studio e Visual Studio, o Expression Web passou a estar disponível gratuitamente pela Microsoft.

## Edições
- Microsoft Expression Web - lançado em dezembro de 2006; a primeira versão do Expression Web estreou-se como uma ferramenta profissional de web design de acordo com os web standards actuais. O seu único Service Pack foi lançado em dezembro de 2007.
- Microsoft Expression Web 2 - lançado em maio de 2008; esta segunda versão destaca-se principalmente pelo suporte a PHP e funcionalidades Silverlight.[2]
- Microsoft Expression Web 3 - lançado em julho de 2009; foi redesenvolvido como uma aplicação Windows Presentation Foundation, e deixou assim de ter código e dependências do Microsoft Office o que permitiu um maior número de funcionalidades, estabilidade e segurança. Esta versão recebeu três Service Packs: o Service Pack 1 foi lançado em novembro de 2009, o Service Pack 2 foi lançado em abril de 2010, e o Service Pack 3 foi lançado em Outubro de 2011.
- Microsoft Expression Web 4 - lançado em junho de 2010; com o Service Pack 1 lançado em março de 2011 que trouxe entre outras novidades trouxe suporte IntelliSense para HTML5 e CSS3, e o Service Pack 2 lançado em julho de 2011. A última actualização foi lançada em dezembro de 2012 e está integrada na versão final do Expression Web 4 gratuita disponibilizada pela Microsoft.[3]

## Requisitos do sistema
- Sistema operativo:
  - Windows 8
  - Windows 7
  - Windows Vista
  - Windows XP

- Navegador web:
  - Internet Explorer 8 / Mozilla Firefox 3.0 ou superior.

- Hardware:
  - Processador de 1 GHz ou superior.
  - Memória RAM de 1 GB ou mais.
  - Disco rígido com 2 GB de espaço livre ou mais.
  - Monitor a cores (24-bit) com resolução de 1024 x 768 ou mais.

- Software:
  - .NET Framework 4.0
  - Silverlight 4.0
  - DirectX 9.0